# صیدآباد (ترکمن)
صیدآباد (ترکمن)، روستایی از توابع بخش مرکزی شهرستان ترکمن در استان گلستان ایران است.

## جمعیت
این روستا در دهستان جعفربای جنوبی قرار دارد و براساس سرشماری مرکز آمار ایران در سال ۱۳۸۵، جمعیت آن ۴۴۷ نفر (۸۲خانوار) بوده‌است.